# パトリック・アウダ
パトリック・アウダ（Patrik Auda、1989年8月29日 - ）は、チェコ共和国南モラヴィア州イヴァンチツェ出身のプロプロバスケットボール選手。ポジションはパワーフォワード。206cm、107kg。B.LEAGUEの鹿児島レブナイズ所属。

## 経歴

### アマチュア選手時代
小、中学校はZakladni skola Armenska, Brno, 高校時代はスペインのCanarias Basketball Academyでプレー、2010年にNCAA1部ビッグ・イースト・カンファレンス シートン・ホール大学に進学した。在学中の３シーズンでビッグ・イースト・カンファレンスオールスターチームに選出されたほか、2011年にはユニバーシアードにバスケットボールチェコ代表として出場した。2014年には全米コーチ協会（NABC）Good Works Teamに選出されている。

### プロ選手時代
2014年のNBAドラフトでは指名を受けず、ポーランド・プロバスケットボールリーグ２部に所属するPolfarmex Kutnoと契約した。2014-15シーズンは27試合に出場し24試合で先発。平均26.9分の出場で13.7得点 4.3リバウンド 1.6アシスト　0.2ブロックを記録した。
2015年にはポーランド・バスケットボールリーグ１部AZS Koszalinと契約した。同年には欧州選手権にチェコ代表として出場
2015-16シーズン中ににスペイン　プロバスケットボール1部リーガ・エンデサのマンレサに移籍した。同年にはオリンピック最終予選にチェコ代表として出場。
2015-16シーズンはAZS Koszalinでは26試合に出場し、11試合で先発。平均28.4分の出場で14.4得点 6.5リバウンド　1.5アシスト 0.4ブロック、マンレサでは10試合に出場 7試合に先発　平均23.6分の出場で 9.1得点 4.6リバウンド　0.6アシスト　0.2ブロックを記録した。
2016-17シーズンもマンレサでプレーし、25試合の出場で21試合で先発。平均23.9分の出場で9.6得点 3.9リバウンド　0.8アシストを記録した。
2017年にポーランド・バスケットボールリーグ１部Rosa Radomと契約。同年には欧州選手権およびワールドカップ予選にチェコ代表として出場した。
2018年にはイタリア　プロバスケットボール１部のScandone Avellinoに移籍した。2017-18シーズンはRosa Radom  で35試合に出場し、21試合で先発。平均23.2分の出場で13.1得点 4.7リバウンド　1.2アシスト 0.2ブロック、Scandone Avellinoでは4試合に出場 平均17.8分の出場で 12.3得点 2.5リバウンド　0.3ブロックを記録した。またRosa Radomでは2017-18シーズンのバスケットボール・チャンピオンズリーグにも出場し、1６試合で先発した。
2018-19シーズンは、同じイタリア　プロバスケットボール１部のFlexx Pistoiaに移籍し、25試合に出場 平均24.9分の出場で 11.4得点 4.7リバウンド　0.1ブロックを記録した。
同年のワールドカップにチェコ代表として出場した。
2019-20シーズンは、フランス LNB Pro-AのBoulazac Basket Dordogneに移籍し、2４試合に出場 平均22.1分の出場で 12.5得点 3.8リバウンド　0.2ブロックを記録した。
2020年7月14日にBoulazac Basket Dordogneを退団した。同年の欧州選手権予選のチェコ代表に選出された。
2020年8月5日にB.LEAGUEの横浜ビー・コルセアーズへの入団が発表された。
新型コロナウイルスの影響で、日本入国に厳しい制限が続いていたため、日本に入国できたのはシーズン開幕後の10月3日、チームに合流できたのは10月20日となった。合流後はレギュラーとしてシーズンを通して出場し、シーズン総得点は828点でチーム一位だった。53試合に出場(21先発)、一試合平均で、15.6得点、5.6リバウンド、2.0アシスト、0.6スティール、0.3ブロックを記録した。
2021年に7月には東京オリンピックのバスケットボールチェコ代表に選出され、3試合に出場した。
2022年1月2日、3日に対戦した大阪エヴェッサの選手2名が、1月4日に新型コロナウイルス感染症の陽性判定を受けたため、横浜の全選手とスタッフがPCR検査を実施しパトリック・アウダ、レジナルド・ベクトン、生原秀将の3名が新型コロナウイルス感染症の陽性判定を受け隔離と療養となった。
2021-22シーズンはレギュラーとしてシーズンを通して出場し、シーズン総得点は913点でチーム一位だった。55試合に出場(33先発)、一試合平均で、16.6得点、6.3リバウンド、2.7アシスト、0.8スティール、0.3ブロックを記録した。
2024年8月9日、サンロッカーズ渋谷にチームアシスタントとして加入。同年11月に選手登録。
2025年1月10日、青森ワッツに復帰。同年5月に契約満了。
2025年6月21日、鹿児島レブナイズへ入団。

## 人物

### バスケットボールプレイヤーとしての特徴
- 自己評価では自分の武器は、チームにもたらす情熱、シュート、パスとバランス良くこなせることであり、プロ選手として常に全力を尽くすことをモットーとしている。
- 横浜ビーコルセアーズへの移籍時のクラブの評価は「スピードと卓越したテクニックを兼ね備えるとともに、戦術理解度が高く状況判断力に長けた左利きパワーフォワード」とのこと[12]。

### その他
- 父親がバスケットボール選手だったため、父を超えたいと言う想いでプロ選手になる努力をした[1]。
- 影響を受けた指導者は、大学時代のコーチであるen:Kevin Willard[1]。
- 試合前にすることは音楽を聴く、試合後は回復のために栄養価の高いものを食べる[1]。
- 背番号１を好むが、その理由はトレイシー・マグレディの付けていた背番号だからである[1]。
- 一緒にプレーしたい選手はレブロン・ジェームズ、実際に対戦してすごいと感じた選手はヤニス・アデトクンボ[1]。
- 愛用のバッシュメーカーはNIKE[1]。
- 座右の銘は「Play the Hand you're dealt.(状況をただ受け入れるだけではなく、自分のものにして、自分なりに最善を尽くす)」[1]。
- 好きな芸能人はドウェイン・ジョンソン／ジェニファー・アニストン、好きな音楽・アーティストはen:Sergei Barracuda[1]。
- 好きな映画はエニイ・ギブン・サンデー、好きな本はTim Grover - Relentless[1]。
- 好きな食べ物はアジア系の辛い料理、苦手な食べ物はファーストフード[1]。
- 建設現場とゴルフコースのキャディのバイト経験あり[13]。
- 初恋は17際の時、相手は高校のクラスメイト、恋人に作ってもらいたい料理はパンケーキとクレープ[1]。
- 自分の性格を一言で言うと、明るくフレンドリーで努力家[1]。
- 得意料理はリゾット・ボロネーゼパスタ・サーモンスイートポテト[1]。
- 書いたいペットは猫二匹[1]。
- 勝負飯はチキンがトッピングされたパスタとサラダ[1]。
- 横浜ビー・コルセアーズの選手紹介

2020-21 ｢眩いばかりのプレーが好きだよ　チェコの海賊物語｣
2021-22 ｢パッと羽ばたき　リックにDazzling! チェッコリッサな瞳にアウダ｣

## ギャラリー

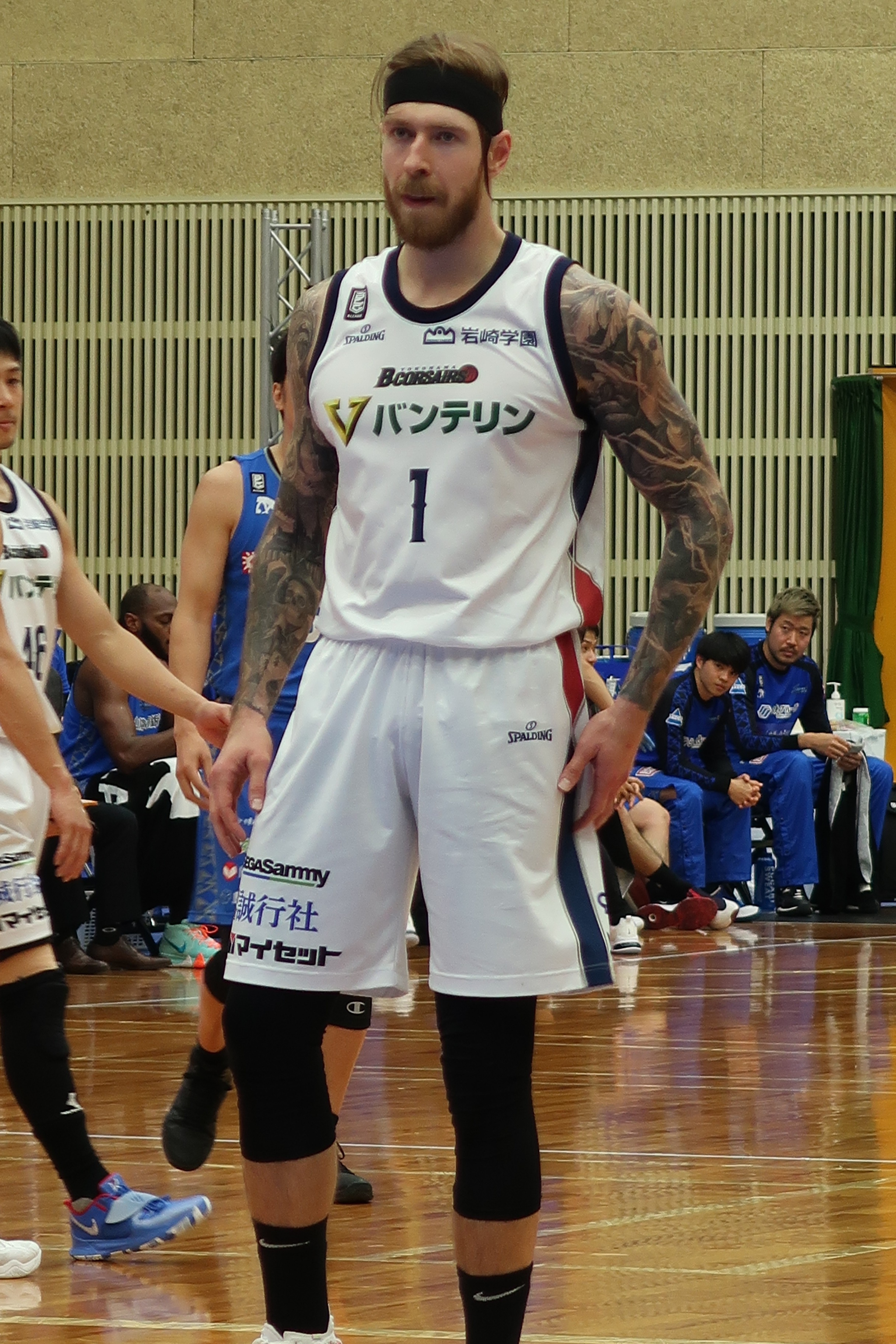
2020-12-25